# 大東精機 (精密機械加工業)
大東精機株式会社（だいとうせいきかぶしきがいしゃ）は、秋田県由利本荘市東由利に本社を置き、半導体製造装置などの超精密加工部品を製造する会社である。シブヤグループ主要3社の一つである。

## 事業内容
- 半導体製造装置の超精密加工[3]
- 液晶パネル製造／検査装置の部品加工[4]

## 沿革
- 1990年（平成2年）丸大機工株式会社の協力工場として、機械部品の切削を主業に発足。